# Danielle Dumas
Pour les articles homonymes, voir Dumas.
Danielle Dumas, née le 20 décembre 1938, est une journaliste, éditrice et autrice française, spécialisée dans le théâtre. Elle a dirigé L'Avant-Scène de 1986 à 2001, restant rédactrice en chef de la revue jusqu'en 2004, ce qui lui vaut le Prix Arletty 1991 de la « participation au rayonnement du théâtre ».

## Biographie
Née en 1938, Danielle Dumas devient directrice de la revue dramatique bimensuelle L'Avant-Scène en 1986, à la suite de Bernard Loiseau et d'Élie Schulmann. Pendant dix-huit ans, elle assure la direction de la rédaction de la revue, qui suit l'actualité théâtrale française à travers des centaines de numéros et « contribue à faire connaître la production contemporaine, s'associant souvent à la création des spectacles, mais n'hésitant pas à publier des textes non encore joués ainsi que des fiches de lecture ». C'est en tant que sa directrice que Danielle Dumas reçoit en 1991 le Prix Arletty pour sa « participation au rayonnement du théâtre ». 
En 2001, elle vend L'Avant-Scène au journaliste Philippe Tesson, mais reste rédactrice en chef. En juillet 2004, elle participe à plusieurs rencontres lors de la journée de débats « Théâtre privé ? Théâtre public ? Au cœur de l'abîme : Théâtre Vivant ! » au Festival Off d'Avignon en tant que critique à L'avant-scène théâtre. Puis elle quitte la rédaction, date à laquelle la direction de publication est déléguée à Olivier Celik et Anne-Claire Boumendil.
Après l'arrêt de ces activités, Danielle Dumas se consacre à l'écriture littéraire. Avec la dramaturge Anca Visdei, qu'elle avait publiée à L'Avant-Scène, elle coécrit la pièce De mère en fille, publiée en 2004 dans la Collection des quatre vents de la même maison. Ses textes paraissent aujourd'hui en majorité aux éditions Art et Comédie, dans les collections Côté Scène et Côté Cour.
Elle s'implique également dans la rédaction de notices biographiques de femmes de théâtre françaises, qu'elles soient comédiennes, dramaturges ou metteuses en scène, telles que Muriel Mayette, Anouk Grimberg, Louise Doutreligne ou Myriam Boyer, dans le Dictionnaire universel des créatrices des éditions Des femmes, et elle y signe sous la direction de Noëlle Guibert les articles sur les directrices de théâtre privé, les metteuses en scène française des XXe – XXIe siècles et la troupe de théâtre des Branquignols.

En janvier 2013, elle est la 64e signataire sur plus de 150, dont Zabou Breitman, la sénatrice Marie-Christine Blandin, Anne Théron et Carole Thibaut, de la tribune « Culture : les femmes veulent mieux que des strapontins » lancée par Myriam Marzouki et Catherine Anne dans le journal Libération qui s'achève sur cette revendication :
Nous revendiquons un monde où les petites filles, autant que les petits garçons, puissent « naturellement » - autrement dit « culturellement » - se rêver chef d’orchestre, écrivaine, metteuse en scène, peintre, plasticienne, cinéaste. Nous revendiquons un monde où les jeunes filles s’engageant dans une carrière artistique ne soient pas majoritairement condamnées à choisir entre les rôles - ô combien gratifiants ? - de muses, obscurs objets de désir, ou précieuses collaboratrices, dévouées et invisibles. Nous souhaitons que disparaisse en France cette anomalie démocratique de la sous-représentation des femmes dans le monde de l’art et la culture.
Par ailleurs, Danielle Dumas continue sporadiquement de commenter l'actualité théâtrale en marge du milieu professionnel, sur son blog personnel.
Ayant participé dans les années 1990 à la publication et à la reconnaissance critique du dramaturge Yoland Simon, elle préface en 2018 l'étude de Marie Dauge-Guilbert qui lui est consacrée : La Parole buissonnière : Le théâtre de Yoland Simon. 

## Publications
- 2004 : De mère en fille, avec Anca Visdei, Éditions L'avant-scène théâtre, Collection des quatre vents  (ISBN 2907468731).
- 2007 : Rubis sur l'ongle, Éditions Art et Comédie, collection Côté Scène  (ISBN 2844225853).
- 2009 : Ce héros au sourire si doux, L'Harmattan, collection Théâtre des 5 continents  (ISBN 2296078974).
- 2009 : Nature et Dérapages, La Traverse, n° Plus 34, collection Fréquence Théâtre  (ISBN 9782917758793) ;  (EAN 3600125007693).
- 2010 : Un Robot de compagnie, Éditions Art et Comédie, collection Côté Cour  (ISBN 2296078974).
- 2016 : Concerto pour deux violons, Éditions Art et Comédie, collection Côté Scène  (ISBN 2373932148).
- 2017 : Panique au jardin, suivi de Le mimosa et l'amandier, Éditions Art et Comédie, collection Côté Cour  (ISBN 2373932415).